# فرقة الأقصى
فرقة الأقصى فرقة جزائرية للإنشاد الديني والوطني تعتبر من أقدم الفرق تأسست عام 1988م في مدينة الجزائر(مدينة) الجزائرية ولا تزال تمارس نشاطها حتى الوقت الحالي. تخصصت بالإنشاد الديني والإنشاد الصوفي.

## التأسيس
فرقة الأقصى الجزائرية من بلدية المدنية في الجزائر العاصمة من أعرق الفرق الإنشادية في شمال أفريقيا لها أكثر من ربع قرن من الوجود ولها صيت داخل وخارج الوطن ولها العديد من الإنجازات الوطنية والدولية.
قامت بجولات في كل بقاع الوطن وأعمال بالخارج بمصر، وإيطاليا، والمغرب، وموريتانيا وغزة بفلسطين.
وقد اكتسبت خبرة وتميزا كبيرين بمسيرتها واحتكاكها بالعديد من الفرق والمنشدين والفنانين الدوليين.
لها 14 ألبوم في شتى المواضيع الوطنية، والدينية، والأفراح، والاجتماعية، والقضية الفلسطينية، ولها أعمال إذاعية وتلفزيونية على القنوات الوطنية الجزائرية والعربية.
وتتكون حاليا من 11 عضوا برئاسة الأستاذ سمير بن هلال ومازالت المجموعة في طريق الفن الهادف والملتزم بشعار الفهم العميق والعلم الدقيق والعمل المتواصل.

## الألبومات
قامت «فرقة الأقصى» بإنتاج أربعة عشر ألبوما من الأناشيد منذ نشأتها في 1988م:
1. يا موطن الأحرار يا جزائر.
2. أنشدوا للأمل.
3. التغيير الهادئ.
4. توب يالعاصي.
5. جاها المكتوب.
6. جرجرنا.
7. سنواصل.
8. لعيون القدس نغني.
9. مزينها ليلة.
10. قسما سنواصل.
11. عرس بلادي.
12. شكوى لله.
13. جدد العهد.
14. ارمي أحجارك.

### مواضيع ذات صلة
- وزارة الثقافة الجزائرية
- ثقافة جزائرية
- ولاية الجزائر
- دائرة سيدي أمحمد
- بلدية المدنية
- ثقافة جزائرية
- توفيق بوراس
- رشيد بلعالية
- فرقة التبصرة

### فايسبوك
- فرقة الأقصى  على فيسبوك.

### وصلات خارجية
- موقع فرقة الأقصى الجزائرية نسخة محفوظة 25 أبريل 2018 على موقع واي باك مشين.
- قناة فرقة الأقصى الجزائرية على اليوتوب
- موقع وزارة الثقافة الجزائرية
- الموقع الرسمي لولاية الجزائر

### فيديوهات
- فرقة الأقصى: أنشودة يا شيخ على يوتيوب.
- فرقة الأقصى: أنشودة هذب الدنيا ومات على يوتيوب.
- فرقة الأقصى: أنشودة يا غزة يا أرضنا على يوتيوب.
- فرقة الأقصى: أنشودة زلزل على يوتيوب.
- فرقة الأقصى: أنشودة توب يا العاصي على يوتيوب.
- فرقة الأقصى: أنشودة أي سر، سر ذا القرآن على يوتيوب.